# Worship Him
Worship Him debitantski je studijski album švicarskog metal sastava Samael. Album je 1. travnja 1991. godine objavila diskografska kuća Osmose Productions. Smatra se vrlo značajnim albumom u pogledu razvoja drugovalne faze black metala.

## Pozadina i snimanje
Worship Him bio je prvi studijski album koji je objavila novonastala izdavačka kuća Osmose Productions. Vorphalack, Samaelov pjevač i gitarist, opisuje iskustvo snimanja albuma zajedno s Claudeom Landerom:

## Glazbeni stil i utjecaji
Samaelovi su prvi uzori bili sastavi Slayer, Bathory, Venom i rano doba grupe Possessed, uključujući i Novovalne britanske heavy metal grupe kao što su Motörhead i Iron Maiden. Hellhammer je također uvelike inspirirao sastav. Vorphalack tvrdi da kad je prvi put čuo Apocalyptic Raids, pomislio je:

## Nasljeđe
"Black Metal Special" izdanje časopisa Terrorizer opisao je Samael kao jedan od ranih drugovalnih black metal sastava koji su bili  "vrlo poštovani, utjecajni i najbitnije - imali su svoj jedinstven zvuk." Worship Him je imao značajan utjecaj na ranu Norvešku black metal scenu. Euronymous iz sastava Mayhem bio je velik obožavatelj sastava. Iako nikad nije Samaelu ponudio ugovor sa svojom izdavačkom kućom Deathlike Silence Productions, Euronymous je požalio što nije objavio Worship Him za kojeg je smatrao da je izvanredan album. Drugi je značajan glazbenik norveške black metal scene, Fenriz iz sastava Darkthrone, smatrao Worship Him klasičnim black metal albumom. Fenriz je također i uključio pjesmu "Into the Pentagram" na svoju kompilaciju The Best of Old-School Black Metal. Fenriz u knjižici albuma izjavljuje kako je navedena pjesma "Samaelov odgovor na Hellhammerov 'Triumph of Death'". O ranom Samaelovom zvuku također je izjavio:
Časopis Decibel uvrstio je Worship Him u svoju "Dvoranu slavnih" na izdanju broj 118.

## Popis pjesama
| 1.    | »Sleep of Death«                   | Vorphalack              | 3:45 |
| 2.    | »Worship Him«                      | Vorphalack, Xytraguptor | 6:30 |
| 3.    | »Knowledge of the Ancient Kingdom« | Vorphalack              | 5:05 |
| 4.    | »Morbid Metal«                     | Vorphalack              | 4:55 |
| 5.    | »Rite of Cthulhu«                  | Vorphalack              | 2:02 |
| 6.    | »The Black Face«                   | Vorphalack              | 3:30 |
| 7.    | »Into the Pentagram«               | Vorphalack              | 6:47 |
| 8.    | »Messenger of the Light«           | Vorphalack              | 2:42 |
| 9.    | »Last Benediction«                 | Xytraguptor             | 1:23 |
| 10.   | »The Dark«                         | Vorphalack              | 4:29 |
| 41:13 |                                    |                         |      |

## Zasluge
| Samael - Vorphalack – vokali, gitara, bas-gitara - Xytraguptor – klavijature, bubnjevi, udaraljke | Ostalo osoblje - Claude Lander – inženjer zvuka |